# Fiorella Carboni
Fiorella Rita Carboni (Sassari, 25 febbraio 1990) è una calciatrice italiana, attaccante del Caprera.

## Carriera
Fiorella Carboni fa il suo esordio in Serie A molto giovane nel 2004 all'età di soli 14 anni con la maglia della Torres Terra Sarda dove milita fino al 2007 prima di passare all'Olbia per la stagione 2007-2008.
Al termine della stagione fa ritorno alla Torres dove rimane sei stagioni trovando però poco spazio e venendo impiegata in campionato in sole 18 occasioni che comunque deve condividere i 12 trofei conseguiti a livello nazionale: 4 scudetti, 3 Coppe Italia e 5 Supercoppe.
Durante l'estate 2014 trova un accordo con il neopromosso Caprera, società che appena salita in Serie B le offre un posto da titolare per rinforzare la squadra per la categoria superiore.

## Statistiche

### Presenze e reti nei club
aggiornato al 10 maggio 2015
| Stagione       | Squadra        | Campionato     | Campionato | Campionato | Coppe nazionali | Coppe nazionali | Coppe nazionali | Coppe continentali | Coppe continentali | Coppe continentali | Altre competizioni | Altre competizioni | Altre competizioni | Totale | Totale |
| Stagione       | Squadra        | Comp           | Pres       | Reti       | Comp            | Pres            | Reti            | Comp               | Pres               | Reti               | Comp               | Pres               | Reti               | Pres   | Reti   |
| -------------- | -------------- | -------------- | ---------- | ---------- | --------------- | --------------- | --------------- | ------------------ | ------------------ | ------------------ | ------------------ | ------------------ | ------------------ | ------ | ------ |
| 2007-2008      | Olbia          | A2             | 8          | 0          | CI              | ?               | ?               | -                  | -                  | -                  | -                  | -                  | -                  | 8      | 0      |
| Totale Olbia   | Totale Olbia   | Totale Olbia   | 8          | 0          |                 | ?               | ?               |                    | ?                  | ?                  |                    | ?                  | ?                  | ?      | ?      |
| 2008-2009      | Torres         | A              | 2          | 0          | CI              | ?               | ?               | -                  | -                  | -                  | SI                 | ?                  | ?                  | ?      | ?      |
| 2009-2010      | Torres         | A              | 2          | 0          | CI              | ?               | ?               | WCL                | ?                  | ?                  | SI                 | ?                  | ?                  | ?      | ?      |
| 2010-2011      | Torres         | A              | 2          | 0          | CI              | ?               | ?               | WCL                | ?                  | ?                  | SI                 | ?                  | ?                  | ?      | ?      |
| 2011-2012      | Torres         | A              | 8          | 0          | CI              | ?               | ?               | WCL                | ?                  | ?                  | SI                 | ?                  | ?                  | ?      | ?      |
| 2012-2013      | Torres         | A              | 4          | 0          | CI              | ?               | ?               | WCL                | ?                  | ?                  | SI                 | ?                  | ?                  | ?      | ?      |
| 2013-2014      | Torres         | A              | 0          | 0          | CI              | ?               | ?               | WCL                | ?                  | ?                  | SI                 | ?                  | ?                  | ?      | ?      |
| Totale Torres  | Totale Torres  | Totale Torres  | 18         | 0          |                 | ?               | ?               |                    | ?                  | ?                  |                    | ?                  | ?                  | ?      | ?      |
| 2014-2015      | Caprera        | B              | 25         | 1          | CI              | ?               | ?               | -                  | -                  | -                  | -                  | -                  | -                  | 25     | 1      |
| 2015-2016      | Caprera        | B              | 1          | 0          | CI              | ?               | ?               | -                  | -                  | -                  | -                  | -                  | -                  | 1      | 0      |
| Totale Caprera | Totale Caprera | Totale Caprera | 26         | 1          |                 | ?               | ?               |                    | -                  | -                  |                    | -                  | -                  | 26     | 1      |
| Totale         | Totale         | Totale         | 44         | 1          |                 | ?               | ?               |                    | ?                  | ?                  |                    | ?                  | ?                  | 44     | 1      |

## Palmarès
- Campionato italiano: 4

Torres: 2009-2010, 2010-2011, 2011-2012, 2012-2013
- Coppa Italia: 3

Torres: 2004-2005, 2007-2008, 2010-2011
- Supercoppa italiana: 5

Torres: 2009, 2010, 2011, 2012, 2013